# Stazione di Caslino al Piano
Stazione di Caslino al Piano vasútállomás Olaszországban, Lombardia régióban, Caslino al Piano településen.

## Vasútvonalak
Az állomást az alábbi vasútvonalak érintik:
- Como–Saronno-vasútvonal

## Kapcsolódó állomások
A vasútállomáshoz az alábbi állomások vannak a legközelebb:
- Stazione di Lomazzo
- Stazione di Cadorago